# Tzitzit
Tzitzit är inom judendomen knutna fransar som ska vara fästa vid den religiösa klädesdräkten tallits fyra hörn. Tzitzit symboliserar de 613 förbuden och påbuden i Torah. Tzitzit har också en kulturell innebörd att skilja judar från icke-judar.
Tzitzit är vanligen vita eller vita och blåa. Den blå färgen har religiös innebörd (techelet), och uppmuntras att användas till tzitzit av Torah. Traditionellt sett ska denna färgas in av en snäcka, chilazon (kanske purpursnäcka). På grund av diasporan blev det inte möjligt att infärga tygen för alla grupper judar. Några vidhåller också att snäckan inte längre finns, och att techelet först kommer att kunna knytas igen när Messias kommer.

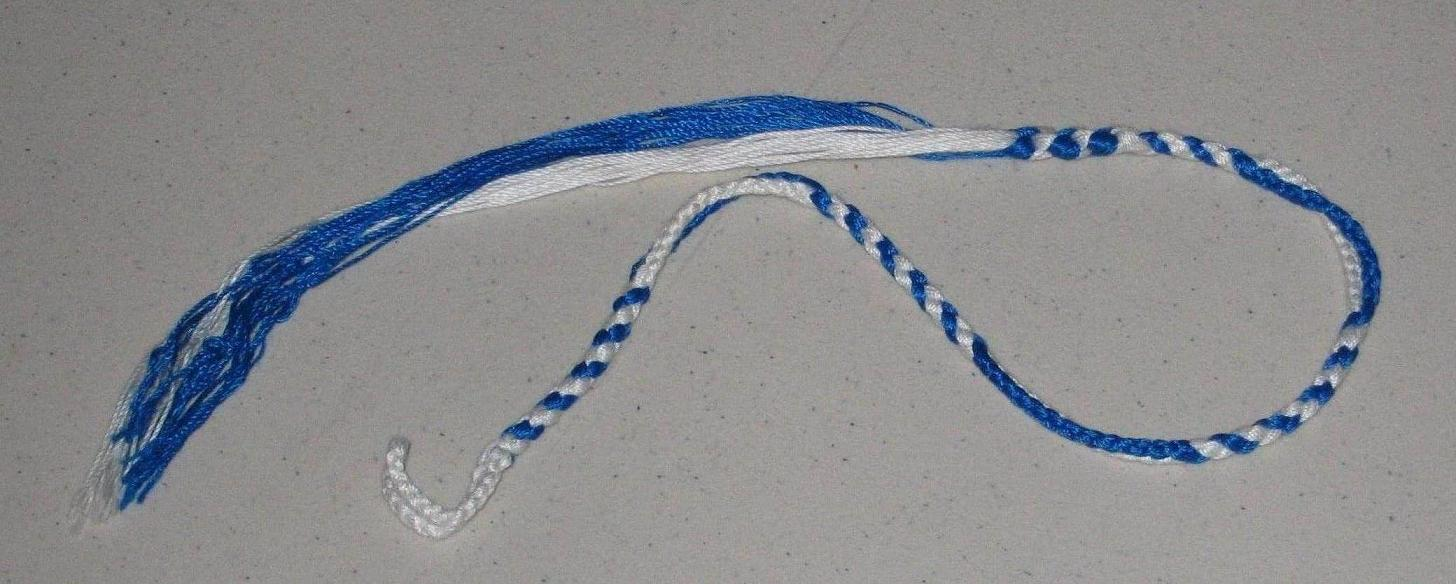
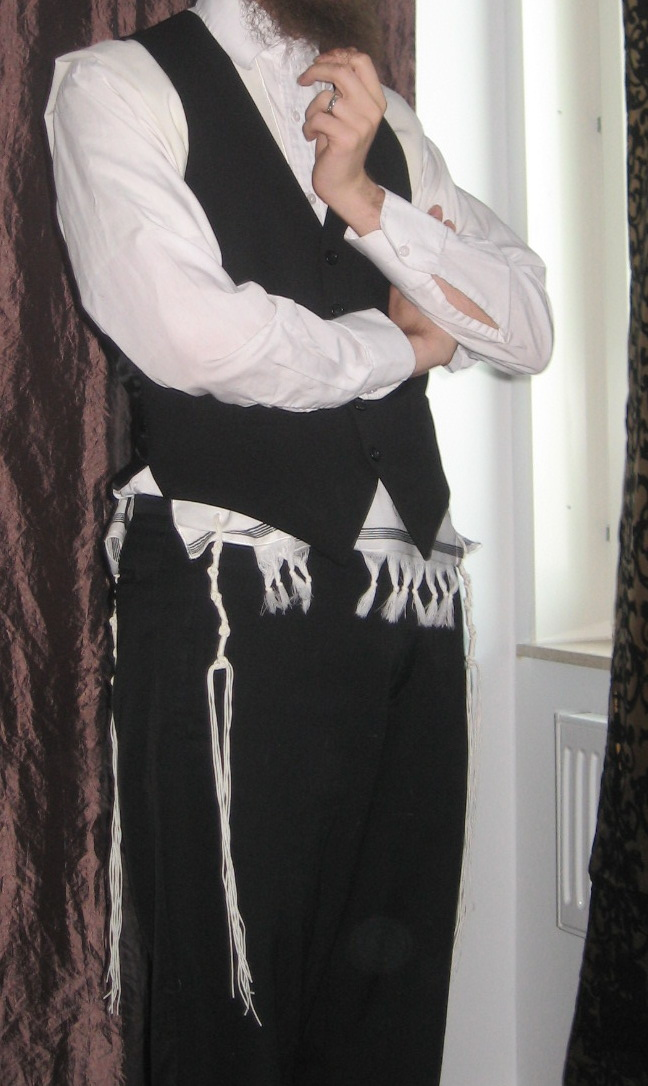
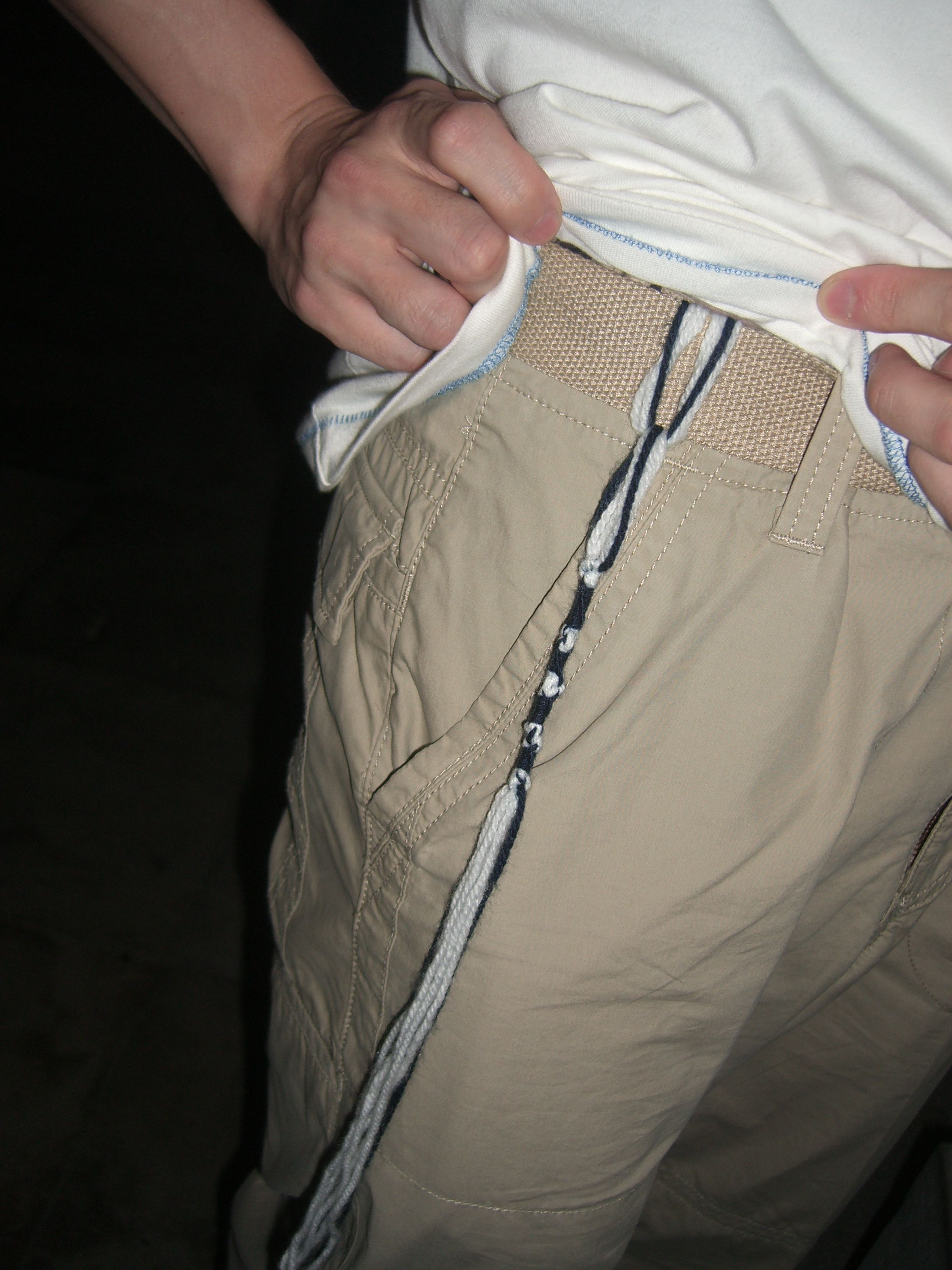
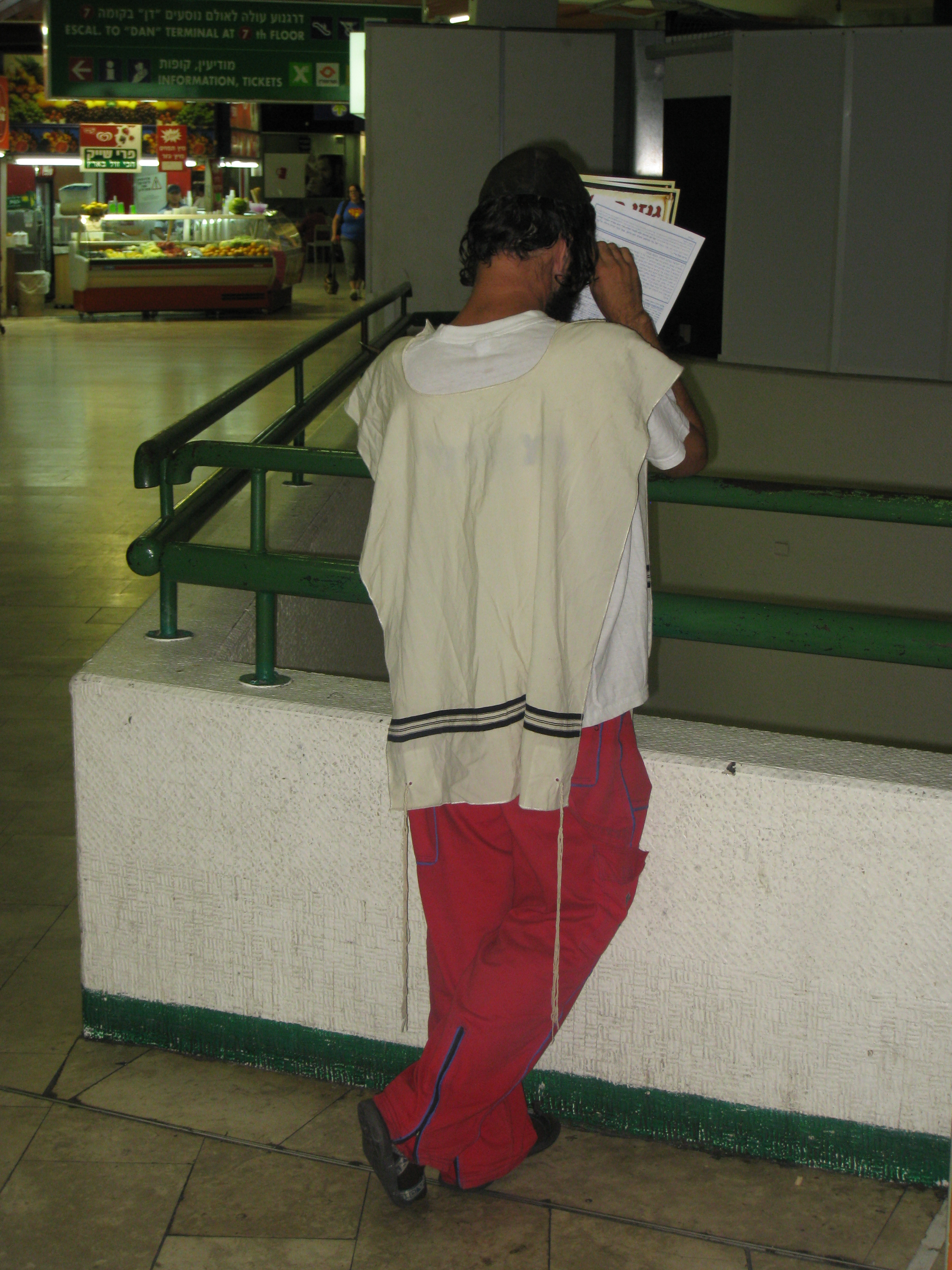